# Peter Todeskino

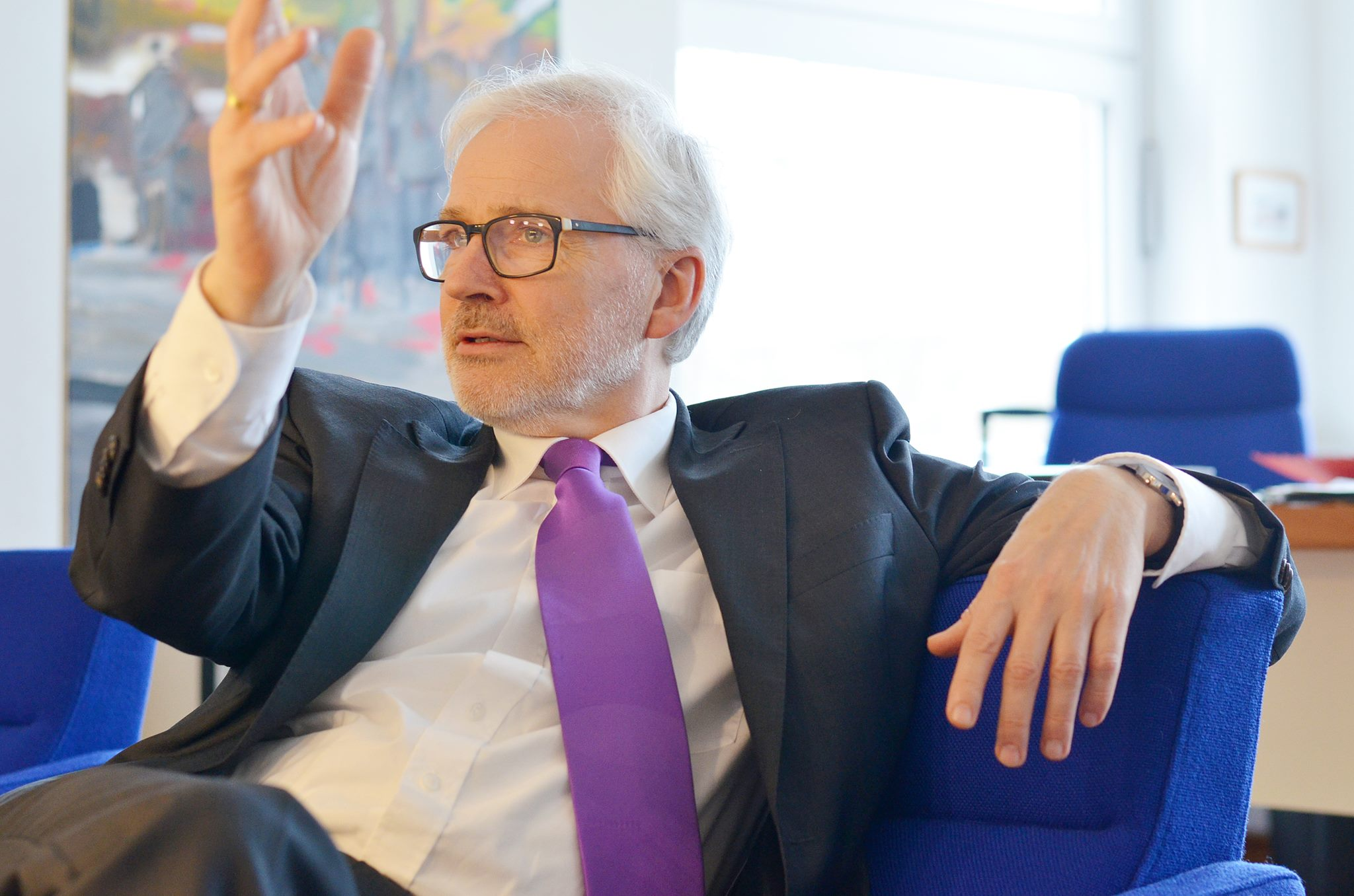
Porträt von Peter Todeskino

Peter Todeskino (* 6. Oktober 1958 in Oldenburg (Oldb)) ist ein deutscher Jurist und Kommunalpolitiker (Bündnis 90/Die Grünen). Von 2005 bis 2017 war er Stadtrat für Stadtentwicklung und Umwelt sowie Bürgermeister der schleswig-holsteinischen Landeshauptstadt Kiel. Von 2018 bis 2023 war er Geschäftsführer der Westfälischen Bauindustrie GmbH, einer Tochtergesellschaft der Stadt Münster.

## Leben
Nach dem Abitur begann Todeskino ein Studium der Rechtswissenschaft an der Westfälischen Wilhelms-Universität Münster, das er 1989 mit dem Bestehen der Zweiten juristischen Prüfung abschloss. Anschließend war er als Rechtsanwalt tätig.
Seit 1991 nimmt Peter Todeskino öffentliche Ämter im Bau- und Umweltbereich wahr. Er startete als Justiziar im Dezernat für Bau, Umwelt und Gewerberecht des Landkreises Suhl, wechselte als Leiter des Bauverwaltungsamtes in die Stadtverwaltung Beckum, um dann zwischen 1998 und 2005 als persönlicher Referent beim Stadtbaurat der Stadt Münster, Gerhard Joksch (Grüne), zu arbeiten.
Am 19. Mai 2005 wurde Todeskino als Kandidat der schwarz-grünen Mehrheit von der Ratsversammlung der Stadt Kiel mit Wirkung zum 1. Juni zum Stadtrat für Stadtentwicklung und Umwelt gewählt. In seine Zuständigkeit fielen der Umwelt- und Klimaschutz, alle städtischen Liegenschaften (Immobilienwirtschaft und Grünflächen), die Planung und der Bau der Verkehrsanlagen und Entwässerung (Tiefbauamt), die Stadt- und Landschaftsplanung sowie die Bauaufsicht einschließlich Denkmalschutz und Geodaten. Das von ihm geleitete Dezernat umfasste etwa 1000 Angestellte.
Am 9. Juni 2005 wurde er zudem zum Bürgermeister und damit zum Stellvertreter der damaligen Oberbürgermeisterin Angelika Volquartz gewählt. In dieser Position folgt er auf Ronald Klein-Knott. Am 17. März 2011 wurde er als Stadtrat für eine weitere, sechsjährige Amtszeit, die am 1. Juni begann, bestätigt. Am 19. Mai 2011 wurde er auch als Bürgermeister wiedergewählt.
Nachdem Kiels Oberbürgermeister Torsten Albig (SPD) aufgrund seiner Wahl in den schleswig-holsteinischen Landtag am 29. Mai 2012 aus dem Amt geschieden war, leitete Todeskino die Kieler Stadtverwaltung, bis Albigs Nachfolgerin Susanne Gaschke (SPD) am 1. Dezember 2012 ihr Amt antrat. Nach Gaschkes Rücktritt am 28. Oktober 2013 übernahm Todeskino abermals als Stellvertreter die Amtsgeschäfte des Kieler Oberbürgermeisters bis zum Amtsantritt Ulf Kämpfers (SPD) am 24. April 2014.
Obwohl er nach eigener Aussage gerne noch für eine weitere Amtszeit als Stadtrat tätig gewesen wäre, wurde Todeskino von der Ratsversammlung im März 2017 nicht wiedergewählt. Die Grünen hatten zuvor im Januar die Kooperation mit SPD und SSW beendet. Im Mai 2017 wurde er in den Ruhestand verabschiedet.
Am 16. Mai 2018 wählte der Rat der Stadt Münster Todeskino mit Wirkung zum 1. Juli zum Geschäftsführer der Westfälischen Bauindustrie GmbH. Die Tochtergesellschaft der Stadt Münster realisiert Infrastrukturmaßnahmen, sie betreibt acht Parkhäuser und bewirtschaftet mehrere Nahversorgungszentren. Im Juni 2023 wurde Todeskino als Geschäftsführer verabschiedet.
Am 31. Januar 2020 wurde er von Bündnis 90/Die Grünen in Münster zum Kandidaten für die Oberbürgermeisterwahl am 13. September 2020 nominiert.
Im ersten Wahlgang erreichte er 28,47 % der Stimmen. Bei der Stichwahl am 27. September 2020 unterlag er dem bisherigen Amtsinhaber Markus Lewe mit 47,4 % der Stimmen.
Peter Todeskino ist verheiratet und hat zwei Kinder. Seit 2009 widmet er sich in seiner Freizeit der Malerei. In der Freien Kunstschule Kiel wurde er von Burghard Schildt kreativ angeleitet. Er stellte mehrfach in Kiel, u. a. in der artegrale (Einzelausstellung), und in der Deutschen Bibliothek Aabenraa, Dänemark aus.

## Wirken
Todeskino verfasste das „Integrierte Stadtentwicklungskonzept Kiel“ (INSEKK) 2011, das auf Basis der strategischen Ziele der Kieler Ratsversammlung die Handlungsschwerpunkte der Kieler Stadtentwicklung herausarbeitete.
Hervorzuheben sind das „Freiräumliche Konzept Kiel und Umland“ (2006), der „Verkehrsentwicklungsplan“ (2008) mit einer modernen, beteiligungsorientierten Fuß- und Radverkehrspolitik, die „Klimaschutz- und Energieversorgungskonzepte“ (2008), die einen Ausstieg aus dem Kieler Kohlekraftwerk vorsahen oder das „Kieler Einzelhandelskonzept“ (2011), das vor allem den Schutz der Nahversorgung diente. Das mit der Landeshauptstadt Stuttgart weiterentwickelte „Nachhaltige Flächenmanagement“ (2009) wurde Grundlage für den „Wohnbauflächenatlas 2016“ und für die Steuerung der Gewerbeflächenentwicklung im Stadtgebiet.
Todeskino wies seit Amtsantritt neue Landschaftsschutzgebiete im Außenbereich der Stadt aus und setzte mit dem Waldkonzept (2014) und Kleingartenentwicklungskonzept (2016) „grüne“ Impulse für die Freiraumentwicklung der Landeshauptstadt.
Das Dezernat für Stadtentwicklung und Umwelt sanierte in seiner Zeit zahlreiche Parkanlagen und legte vor allem den zentral gelegenen Schlossgarten in der Kieler City an. Als ExWoSt-Projekt entstand zudem der Sport- und Begegnungspark im Stadtteil Gaarden. 2006 gewann Kiel auch den europäischen Wettbewerb Entente Florale Europe.
Mit der Initiative für einen „Förde-Rahmenplan“ stellte Todeskino die Zusammenarbeit mit den rund um die Kieler Förde liegenden Gemeinden auf eine neue Grundlage. Hauptziel war die Umsetzung vieler Einzelprojekte der Partner im gemeinsamen Kontext des „Erlebnisraums Kieler Förde“. Angestrebt wurde vor allem eine die Förde überspannende Landeswassergartenschau.
Kiel wuchs entgegen der damaligen Prognosen seit 2005 kontinuierlich. Um die Flächenbedarfe für die Gewerbe- und Wohnraumversorgung in Kiel konkret sicherzustellen, arbeitete Todeskino federführend an der Konversion des Geländes des Marinefliegergeschwaders 5 im Norden der Stadt mit 85 ha in bester Wasserlage. Hier entsteht ein neuer Stadtteil mit mischgenutzten Arealen (1400 Wohnungen neben 20 ha Gewerbefläche). Auf Vorschlag Todeskinos beschloss die Ratsversammlung zudem vorbereitende Untersuchungen für das Industriegebiet Friedrichsort. Hier liegt die alte Seefestung Friedrichsort. Entwicklungsziele sind die Revitalisierung des Industriegebiets und die Aufwertung der einzigartigen Seefestung. Eine weitere große Entwicklungsfläche mit 1600 neuen Wohnungen im Kieler Süden brachte Todeskino nach Bürgerbeteiligungsprozessen 2015 ebenfalls auf den Weg. Todeskino warb mit Erfolg für die Ansiedlung der Investitionsbank Schleswig-Holstein auf der Gaardener Hörn (KaiCity). Die Ansiedlung legte den rechtlichen Grundstein (förderrechtlicher Mix von Wohnen und Gewerbe) für die Realisierung von 350 Wohnungen auf der Kieler Hörn durch eine regionale Projektgemeinschaft.
Als Motor für die Innenstadtentwicklung erwies sich das unter Todeskino erarbeitete „Rahmenkonzept Perspektiven für die Kieler Innenstadt“ (2009), das eine städtebauliche Weiterentwicklung der City in Gang setzte. Hierbei drängte Todeskino auf den Einsatz städtischer Grundstücke (für das Atlantic-Hotel am Hauptbahnhof, für die Wohnquartiere „Alte Feuerwache“ oder „Schlossquartier“ in der Altstadt). Viele dieser Projekte brachten das Wohnen in die Alt- und Vorstadt Kiels zurück. Zudem setzte Todeskino auf städtische Investitionen in der City, um die Modernisierung der Innenstadt anzukurbeln. Beispiele sind der Neubau des Neubau ZOB am Kieler Hauptbahnhof, der Umbau des Klosterplatzes und besonders der stark umstrittene „Kleiner-Kiel-Kanal“ oder der Schlossgarten waren. In der Kieler Innenstadt setzte seit 2010 ein rasanter Wandel mit vielen privaten Großprojekten und einem voraussichtlichen Investitionsvolumen von über 350 Mio. Euro ein. Alle Neubauvorhaben erfolgten auf Grundlage von konkurrierenden Verfahren, für die sich Todeskino zur Förderung der Qualität des Städtebaus einsetzte.
Todeskino verantwortete in seiner Amtszeit eine Vielzahl von städtischen Bau- und Sanierungsmaßnahmen des Hoch- und Tiefbaus sowie des Landschaftsbaus. Hierzu zählen u. a. die Restrukturierung der Regionalen Bildungszentren mit einem Kostenvolumen von 103 Mio. Euro mit drei Neubauten als ÖPP-Vorhaben, der Neubau der Gablenzbrücke, der Neubau des Regattahauses Schilksee, der Neubau der Radstation am Hauptbahnhof, die denkmalgerechte Nachnutzung des Lessingbades, der Radschnellweg auf dem Westgleis, das Sport- und Freizeitbad auf der Hörn, die Maßnahmen im Schulzentrum Westring oder der Neubau des ZOB. Hierbei unterstellte Todeskino das „städtische Energiemanagement“ (2013) einer Kompensationsregelung bei Nutzungsausweitungen. Seit 2016 erarbeitet Kiel im Bundesprogramm „Masterplan 100 % Klimaschutz“ ein Szenario, bis 2050 klimaneutral zu sein.
Kritisch begleitet wurde die Arbeit Todeskinos an der vom Rat beschlossenen Ansiedlung eines großen Möbelhauses in einer Kleingartenanlage am Rande der Innenstadt Kiels. Das Vorhaben wurde durch den ersten Bürgerentscheid Kiels im Jahre 2014 zugunsten des Vorhabens entschieden. Heftig umstritten in der Bürgerschaft war ein Windparkprojekt im Kieler Süden. Ungebaut blieb das „Science Center Schleswig-Holstein“. Auch die aufwändige Bauplanung zur Durchführung der olympischen Segelwettbewerbe 2024/28 im Olympiazentrum Schilksee blieb nach dem ablehnenden Bürgerentscheid Hamburgs ohne Erfolg.